# Myrkur
Pour la chanson homonyme du groupe Sigur Rós, voir Von (album).
Myrkur est un groupe (one woman band) de black metal et metal gothique américain, originaire de New York. Myrkur est le projet de la musicienne danoise Amalie Bruun.

## Biographie
Myrkur est formé en 2014 à New York par la musicienne danoise Amalie Bruun,. À l'origine, l'identité de la chanteuse était anonyme. Le nom du groupe est un mot islandais qui signifie « obscurité ».
Le projet débute, toujours en 2014, avec l'EP Myrkur où Amalie joue les guitares, la voix et la basse. La batterie est jouée par son ami Rex Myrnur.
Elle recevra par la suite de nombreux e-mails de haine et des menaces de mort.
En juin 2015, Myrkur annonce la sortie de son premier album studio, intitulé M, publié un mois plus tard, le 21 août 2015 sur le label Relapse Records. L'album est produit par Kristoffer Rygg. Amalie Brunn est accompagnée de Teloch de Mayhem et Nidingr aux guitares ainsi que Øyvind Myrvoll à la batterie. Elle joue son premier concert le 14 juillet 2015 au Roskilde Festival.
En juin 2016, Myrkur est programmé au Hellfest 2016 ainsi qu'au Graspop Metal Meeting 2016.
En novembre 2018, elle annonce la sortie d'un nouvel EP, intitulé Juniper, prévue le 7 décembre de la même année et une tournée européenne.
En juillet 2025, Myrkur est programmé au festival Castle Party

## Membres

### Actuel
- Amalie Bruun - voix, guitares, basse, claviers, piano, orgue, violon, nyckelharpa, percussions (2014-présent)

### Membres live
- Jaime Díaz Otero Núñez - batterie (2018-aujourd'hui)
- Maja Shining - basse/chant/système (2020-aujourd'hui)
- Mikkel Haastrup - guitare (2023-aujourd'hui)

### Anciens musiciens de studio/live
- Jeppe Skouv - basse (2016-)
- Andreas Lynge - guitares (2016-)
- Martin Haumann - batterie (2017-)
- Alejandro Romero Pérez - basse (2018-2019)
- Edgar Merigó Trens - guitares (2018-2019)

## Discographie

### Album Live
- 2016 : Mausoleum

### EP
- 2014 : Myrkur

### Singles
- 2014 : Nattens Barn (clip réalisé par Will J. Løkken et Ryan Løkken)
- 2015 : Onde Børn (clip réalisé par Cille Hannibal et Olivia Frølich)
- 2015 : Skaði
- 2015 : Den lille piges død
- 2017 : Två Konungabarn
- 2020 : Dronning Ellisiv